# HD 142357
HD 142357，又名BD+16 2840，SAO 101796、HR 5913，是一颗恒星，视星等为6.09，位于銀經27.89，銀緯46.49，其B1900.0坐标为赤經15h 49m 0.2s，赤緯+16° 46.49′ 20″。

## 特性
- 光谱分类：F5II-III

## 自行 (μ)
- 赤经：2 mas/yr
- 赤纬：- mas/yr

## 其它命名
BD+16 2840，SAO 101796，HD 142357，HR 5913 